# Edificio Thomas Jefferson
El Edificio Thomas Jefferson es el más antiguo de los cuatro edificios de la Biblioteca del Congreso de Estados Unidos. Construido entre 1890 y 1897, originalmente se conocía como el Edificio de la Biblioteca del Congreso y está ubicado en First Street SE, entre la Independence Avenue y East Capitol Street, en Washington D. C.. El edificio de estilo Beaux-Arts es conocido por su fachada clasicista y por su interior decorado de forma elaborada. Su diseño y construcción tiene una historia tortuosa. El arquitecto principal del edificio fue Paul J. Pelz, inicialmente en sociedad con John L. Smithmeyer, y fue sucedido por Edward Pearce Casey durante los últimos años de construcción.
El edificio fue designado Hito Histórico Nacional en 1965. Y en 2007, apareció en el lugar 28.º de la America's Favorite Architecture, una selección de la arquitectura más popular del país.

## Historia

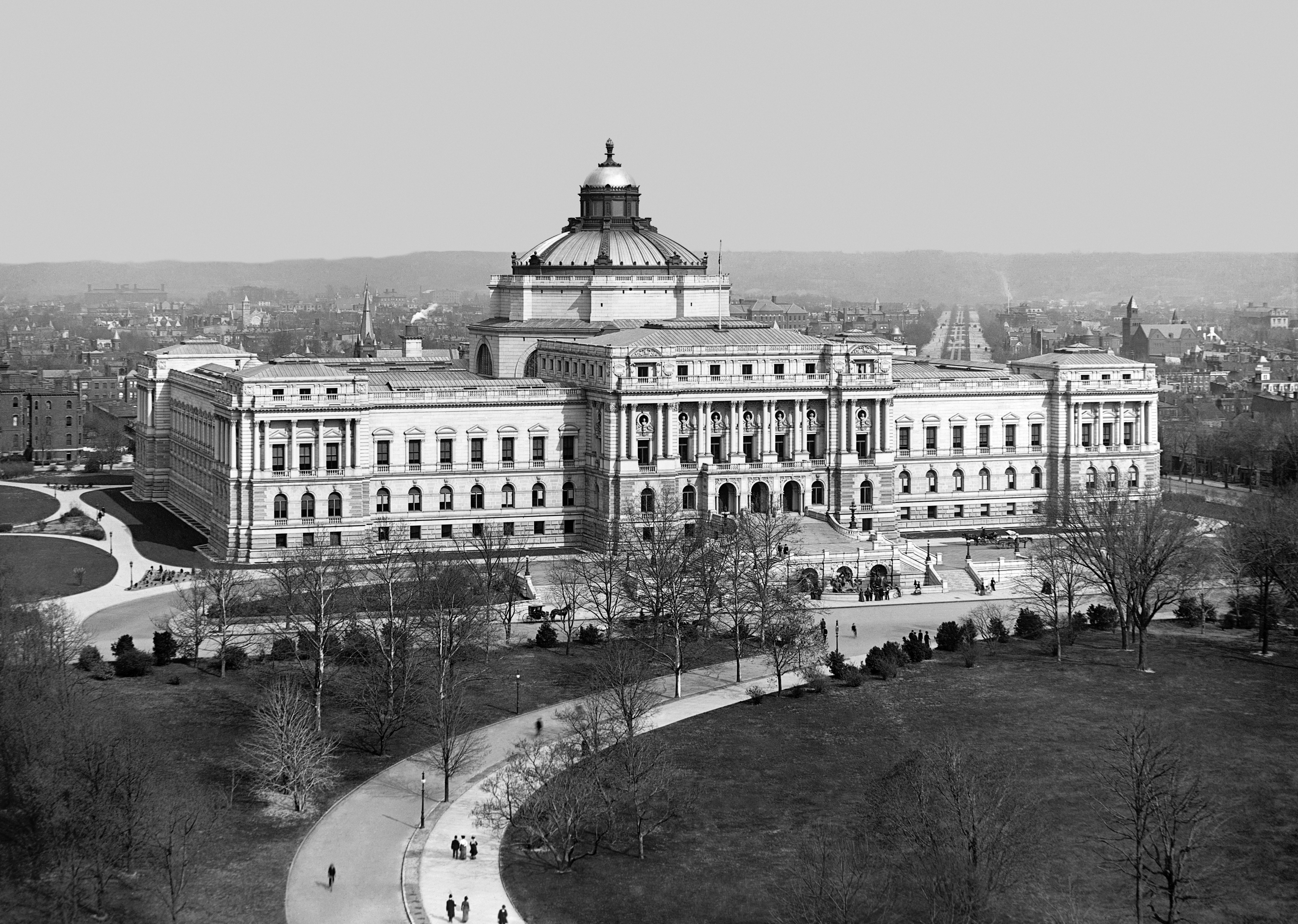
Edificio de la Biblioteca del Congreso, c. 1902

Al necesitar más espacio para su creciente colección, la Biblioteca del Congreso bajo el bibliotecario Ainsworth Rand Spofford sugirió al Congreso que se construyera un nuevo edificio específicamente para servir como biblioteca nacional estadounidense. Antes de eso, ya existía una Biblioteca en un ala del Capitolio. El nuevo edificio fue necesario en parte debido al crecimiento del Congreso, pero también en parte debido a la Ley de Derechos de Autor  de 1870, que requería que todos los solicitantes de derechos de autor enviaran a la Biblioteca dos copias de su trabajo. Eso resultó en una avalancha de libros, folletos, mapas, música, grabados y fotografías. Spofford había sido fundamental en la promulgación de esa ley.
John L. Smithmeyer y Paul J. Pelz ganaron el concurso para diseñar la biblioteca en 1873. El inicio del proyecto se retrasó por los debates del Congreso hasta una votación que tuvo lugar en 1886, en el que fue aprobada la construcción. En 1888, Smithmeyer fue despedido y Pelz se convirtió en el arquitecto principal. El propio Pelz fue despedido en 1892 y reemplazado por Edward Pearce Casey, el hijo de Thomas Lincoln Casey, jefe del Cuerpo de Ingenieros del Ejército de los Estados Unidos, quien en ese momento estaba a cargo de la construcción del edificio. Si bien Smithmeyer jugó un papel decisivo en la obtención del encargo, Pelz parece haber sido el diseñador principal del edificio y supervisó la mayor parte del trabajo exterior. A Casey se le atribuye la finalización de los interiores y la supervisión artística del programa decorativo único del edificio. La biblioteca se abrió al público el 1 de noviembre de 1897 y el trabajo de acabado se completó en 1898.
Obtuvo una amplia aprobación e inmediatamente fue considerado como un monumento nacional. El nombre del edificio se cambió el 13 de junio de 1980 para honrar al expresidente de los Estados Unidos Thomas Jefferson, quien había sido una figura clave en el establecimiento de la Biblioteca en 1800. Jefferson ofreció vender su colección personal de libros al Congreso en septiembre de 1814, un mes después de que los británicos incendiaran el Capitolio en la Guerra anglo-estadounidense de 1812.

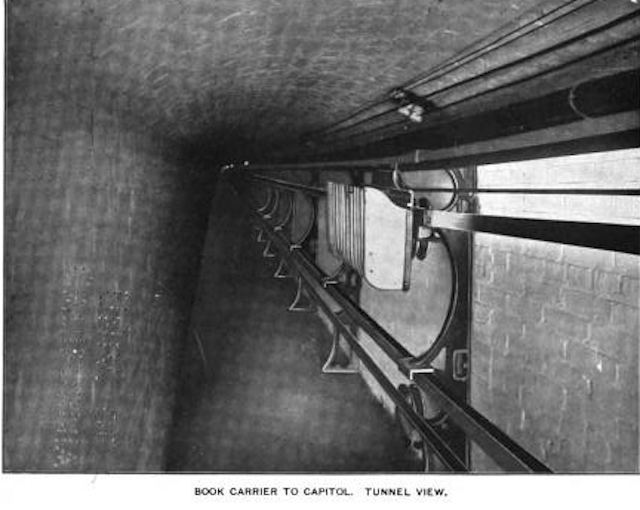
Dentro del túnel del libro

## Diseño

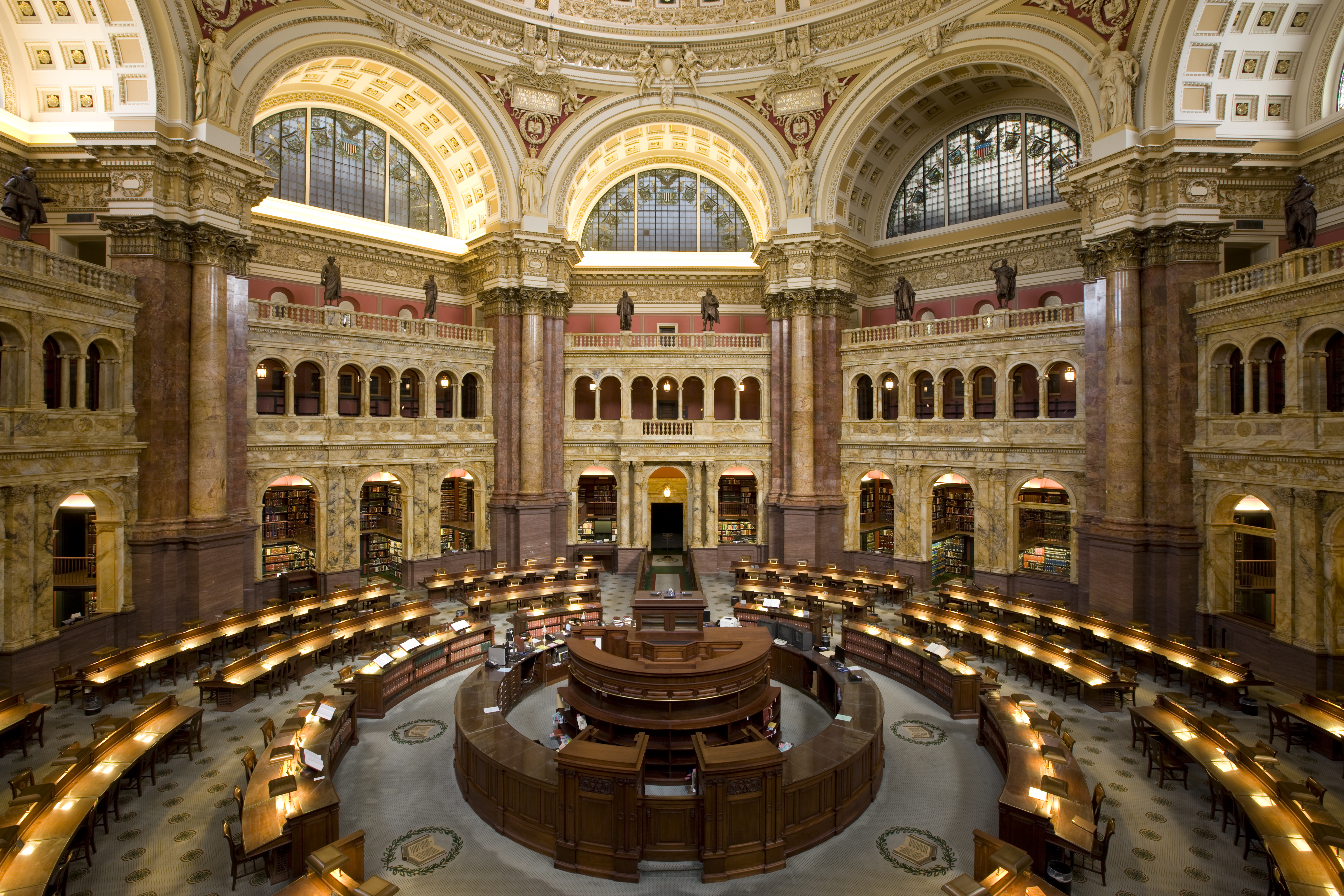
La sala de lectura principal

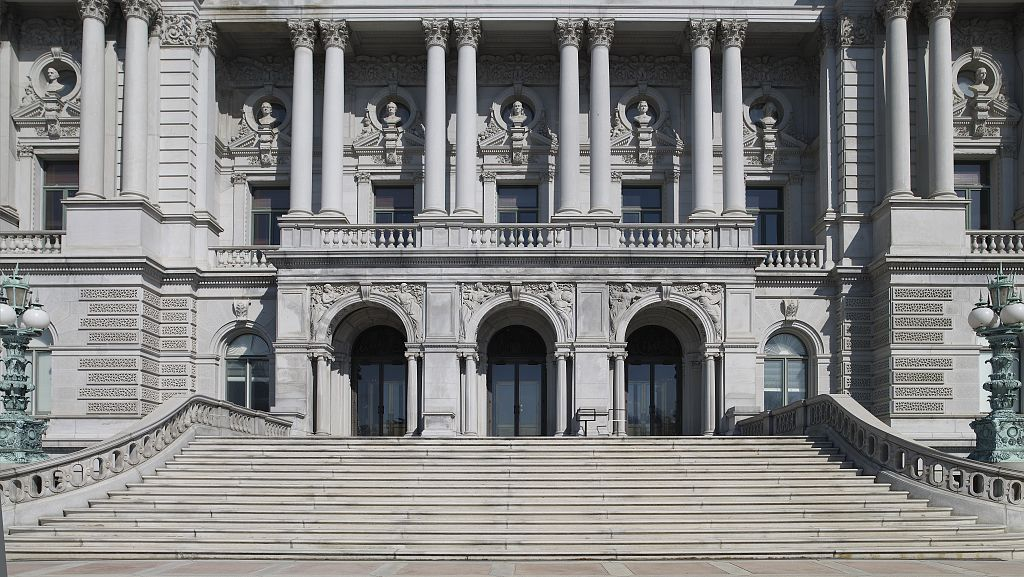
Vista del acceso desde la fachada oeste

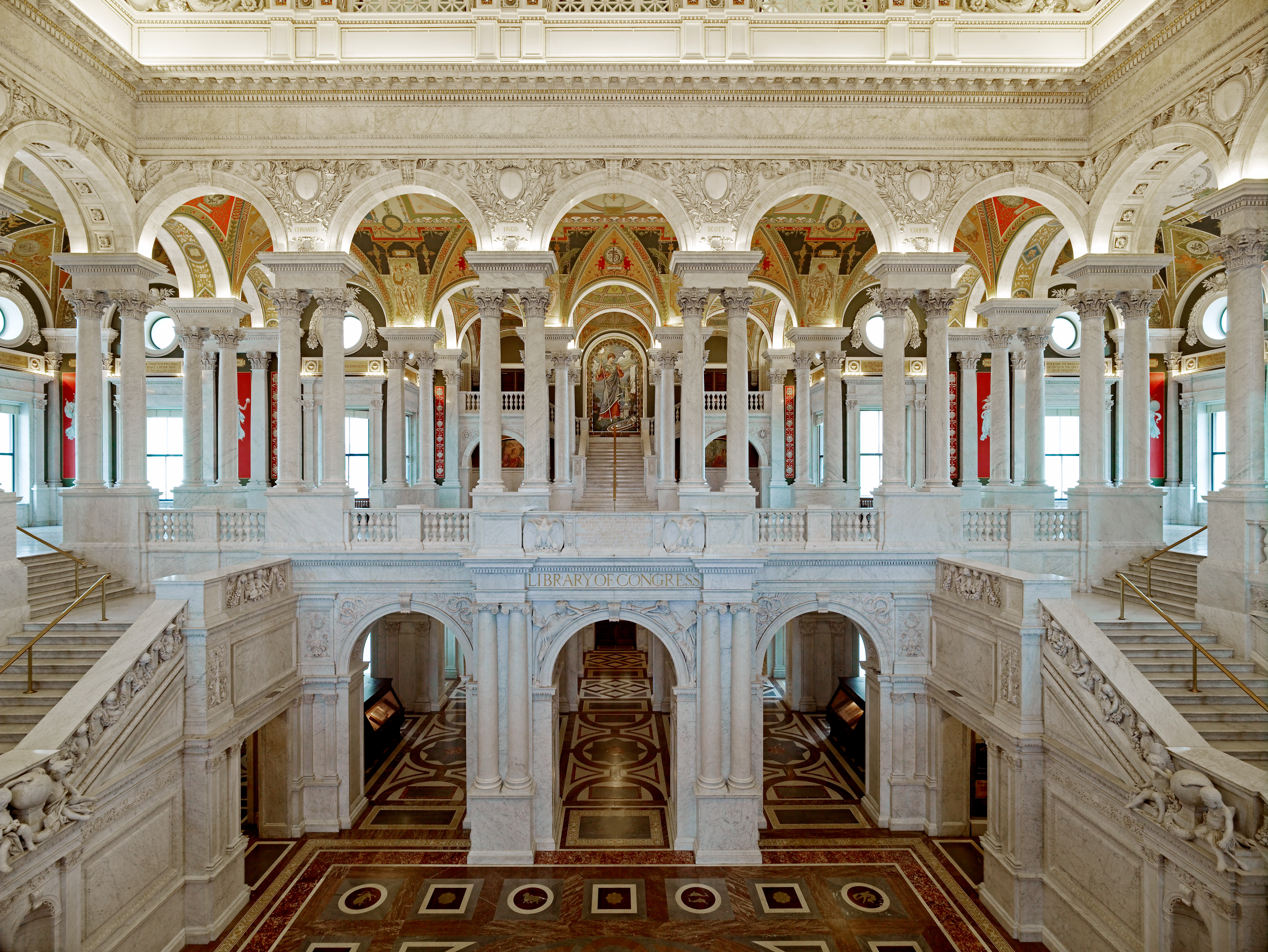
El Gran Salón, vista del primer y segundo pisos, con el mosaico de Minerva al fondo

Este edificio que tiene alguno de los interiores públicos más elaborados de Estados Unidos, es un compendio del trabajo de escultores y pintores estadounidenses de formación clásica del "Renacimiento estadounidense", en programas de contenido simbólico que exhibieron el progreso de civilización, personificada en Grandes Hombres y que culmina en la cultura oficial estadounidense de la Edad Dorada; los programas fueron en muchos casos establecidos por el bibliotecario del Congreso, Ainsworth Rand Spofford. 

### Exterior
El bloque central es ampliamente comparado con la Palais Garnier en París, una expresión igualmente ambiciosa de triunfante nacionalismo cultural en el estilo Beaux-Arts que había triunfado en la Exposición Mundial de Columbia en Chicago, 1893. En el exterior, cabezas de retratos esculpidas que se consideraron típicas de las carreras del mundo se instalaron como piedras angulares en los arcos de las ventanas del piso principal. El pórtico del segundo piso de la entrada principal que da al Capitolio de Estados Unidos presenta nueve prominentes bustos de Grandes Hombres seleccionados por Ainsworth Rand Spofford de acuerdo con los ideales de la Edad Dorada. De izquierda a derecha cuando uno mira al edificio, son Demóstenes (lado norte del pórtico), Ralph Waldo Emerson, Washington Irving, Johann Wolfgang von Goethe, Benjamin Franklin, Thomas Babbington Macaulay, Nathaniel Hawthorne, Sir Walter Scott y Dante Alighieri (pórtico sur lado). Los escultores fueron Herbert Adams, Jonathan Scott Hartley y Frederick W. Ruckstull. La fuente del Tribunal de Neptuno centrada en el frente de la entrada invita a la comparación con la Fontana de Trevi; su escultor fue Roland Hinton Perry. La cúpula de cobre, originalmente dorada, fue criticada tras la finalización del edificio, por competir con el edificio del Capitolio nacional.

### Interior
Destaca su gran hall, con escaleras a los lados, que desembocan en un amplio vestíbulo columnado con parejas de columnas preadas de orden corintio, que sostienen una bóveda pintada al fresco, con pinturas clasicistas. Tras ese vestíbulo se sitúa otra escalera, esta vez de tipo imperial.

## Aparato de transporte de libros
Antes de la década de 2000, el edificio Jefferson estaba conectado al edificio del Capitolio por un túnel construido especialmente para el transporte de libros. Este túnel disponía de un "aparato transportador de libros" eléctrico que podía transportar volúmenes entre los dos edificios a 180 metros por minuto. Una parte del túnel del libro fue destruida para dejar espacio al subterráneo Centro de Visitantes del Capitolio, que se inauguró en 2008.

## Escuela de Pajes del Capitolio
Anteriormente, los Pajes del Senado, de la Cámara de Representantes y de la Corte Suprema asistían juntos a la escuela en la Escuela de Pajes del Capitolio, ubicada en el ático, sobre el Gran Salón. Tras la separación de los programas (y el cierre del Programa de Pajes de la Corte Suprema), las escuelas se dividieron: los pajes del Senado asisten ahora a la escuela que hay en el sótano de su residencia, mientras que el Programa de Pajes de la Cámara de Representantes se cerró en agosto de 2011. Una pequeña suite, situada en la esquina noroeste del ático, sigue albergando la oficina oficial del Poeta Laureado de los Estados Unidos.

## Auditorio Coolidge
El Auditorio Elizabeth Sprague Coolidge, que se inauguró en octubre de 1925, ha albergado más de 2 000 conciertos, principalmente de música de cámara clásica, pero ocasionalmente también de jazz, música folclórica y presentaciones especiales. Algunas representaciones hacen uso de la extensa colección de instrumentos musicales y manuscritos de la Biblioteca. La mayoría de las actuaciones son gratuitas y abiertas al público.
Elizabeth Sprague Coolidge era una adinerada mecenas de las artes y no tenía ninguna relación con Calvin Coolidge, quien, casualmente, era presidente de Estados Unidos en el momento en que se estableció el auditorio de Coolidge.

## Arte
Más de cincuenta pintores y escultores estadounidenses realizaron obras de arte por encargo.

Obras de arte en el Thomas Jefferson Building
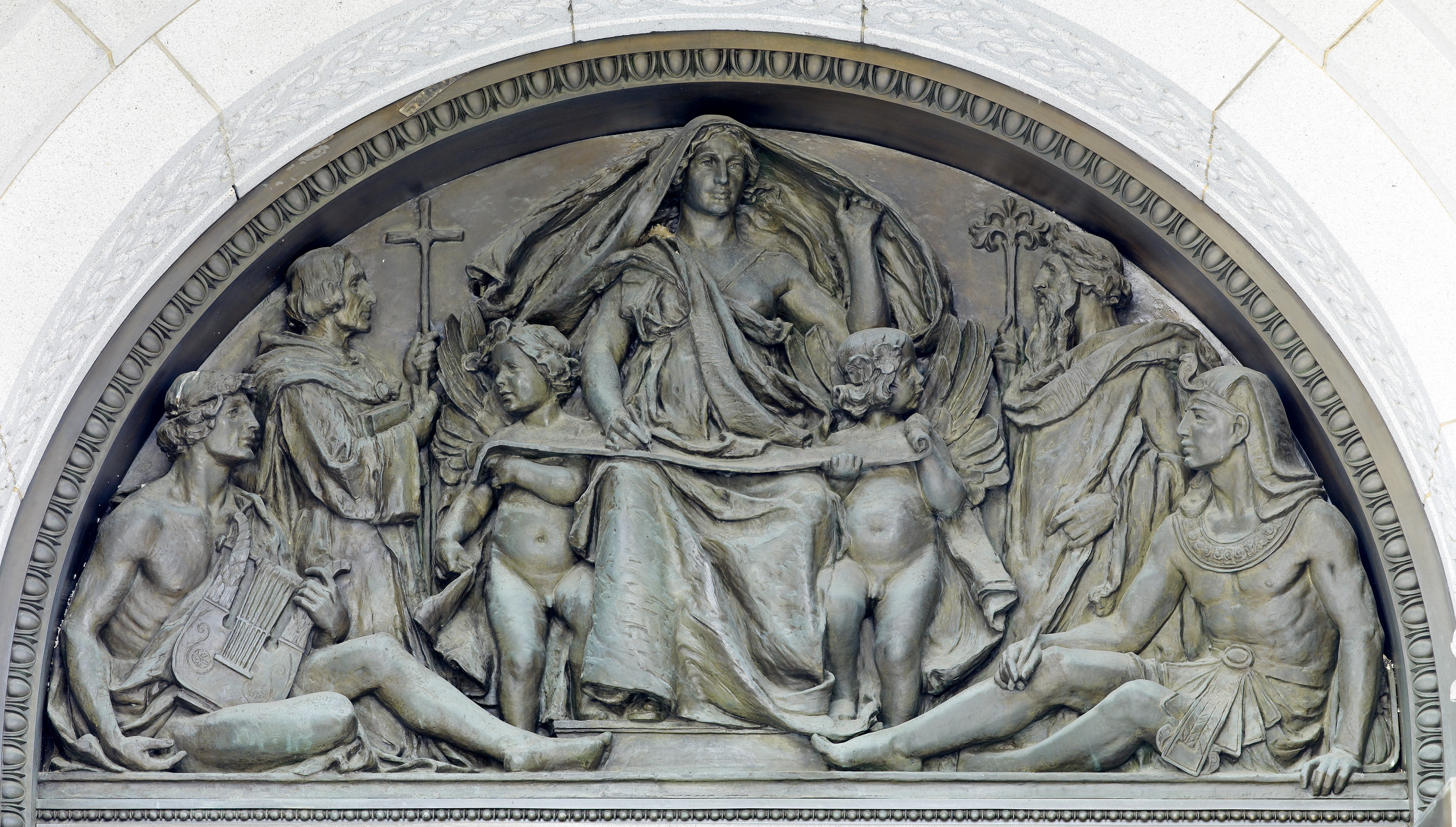
Olin Levi Warner, tímpano que representa la escritura, sobre el exterior de las puertas de entrada principal, 1896
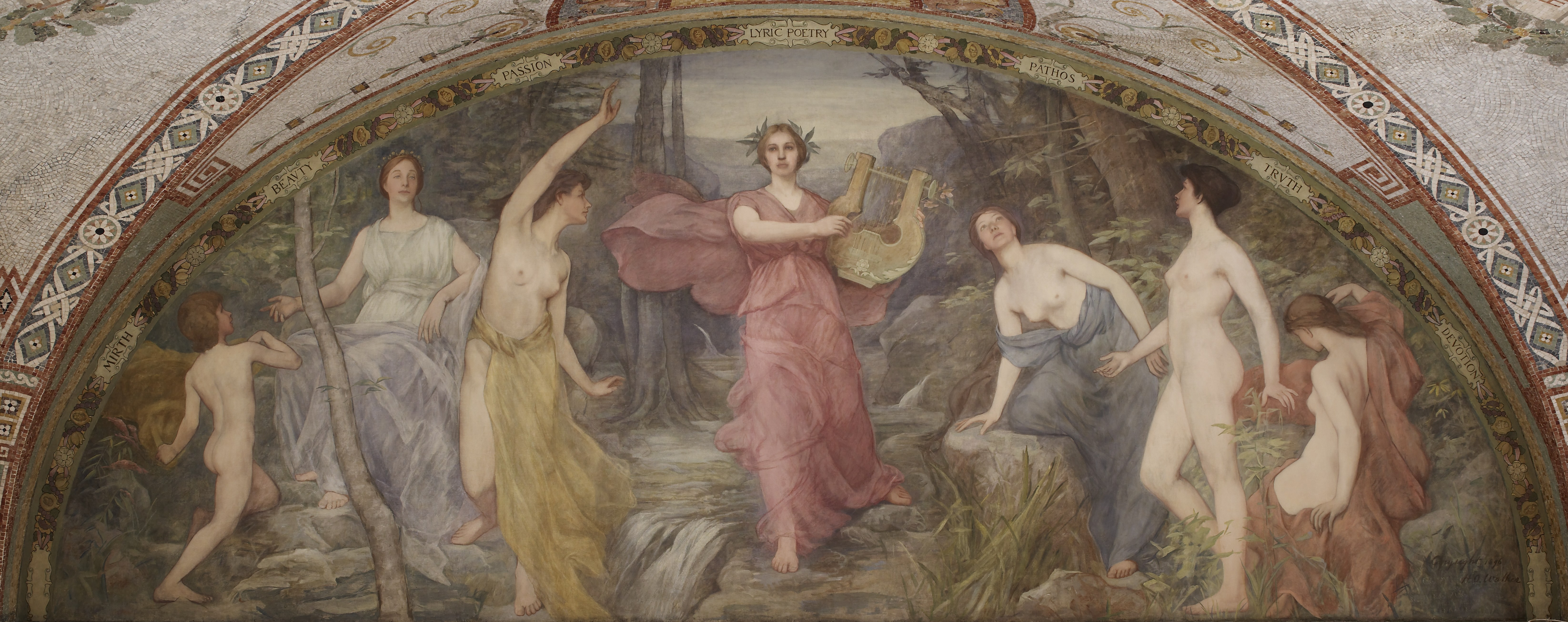
Henry Oliver Walker, Poesía lírica, 1896
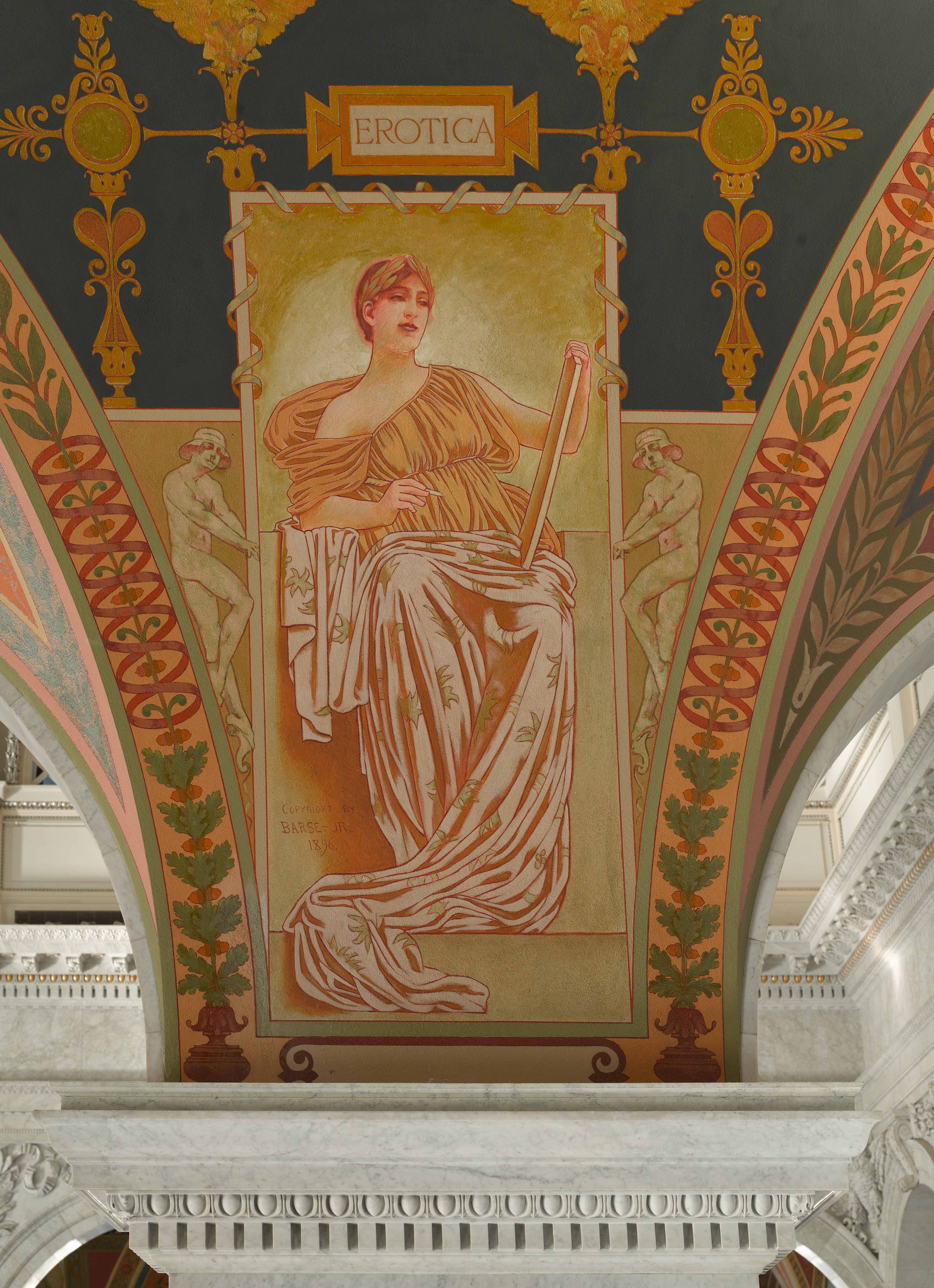
Erotica, uno de los ocho paneles que representan la literatura de George Randolph Barse (1861-1938)
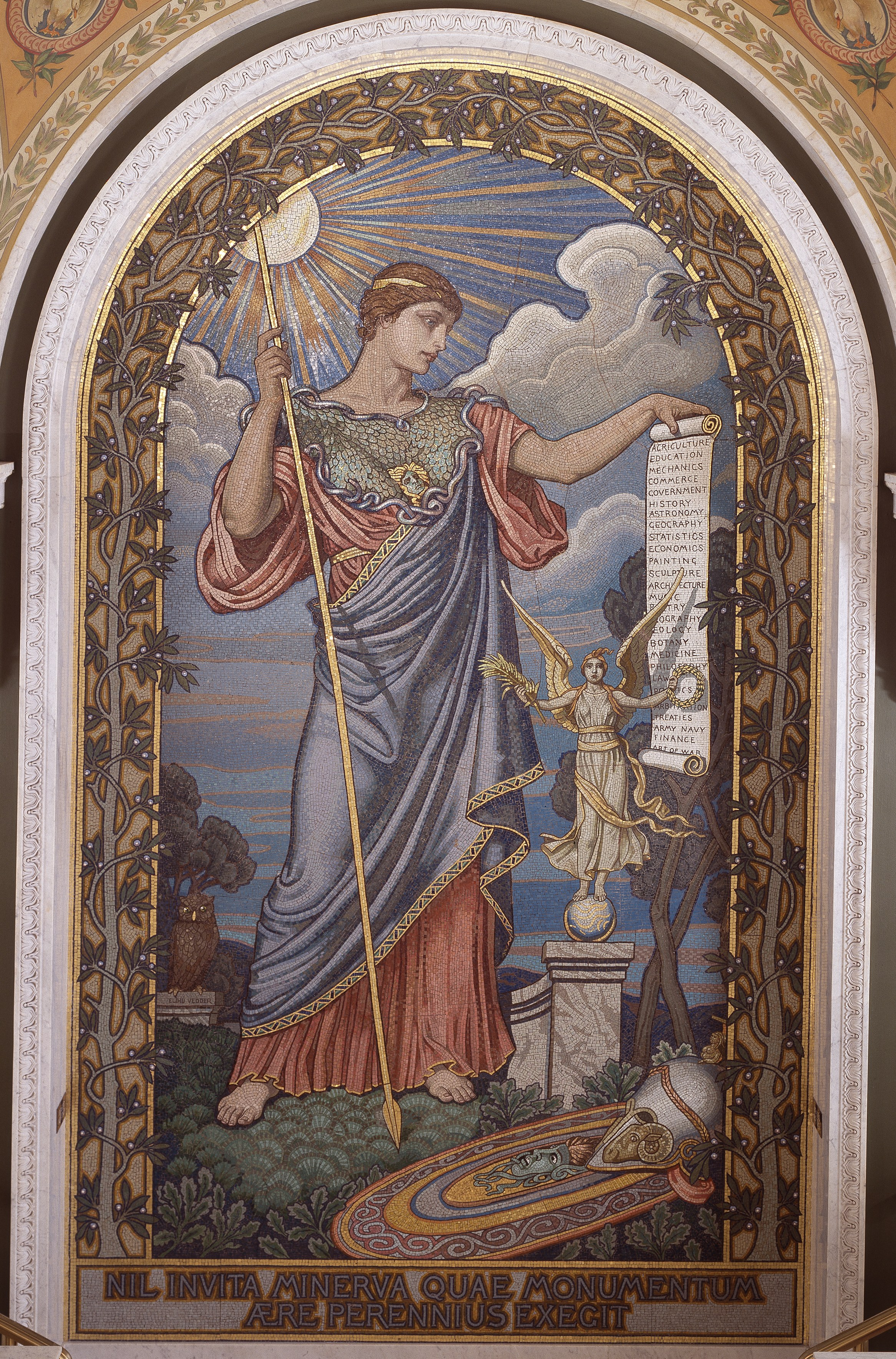
Elihu Vedder, Minerva de la paz, 1896

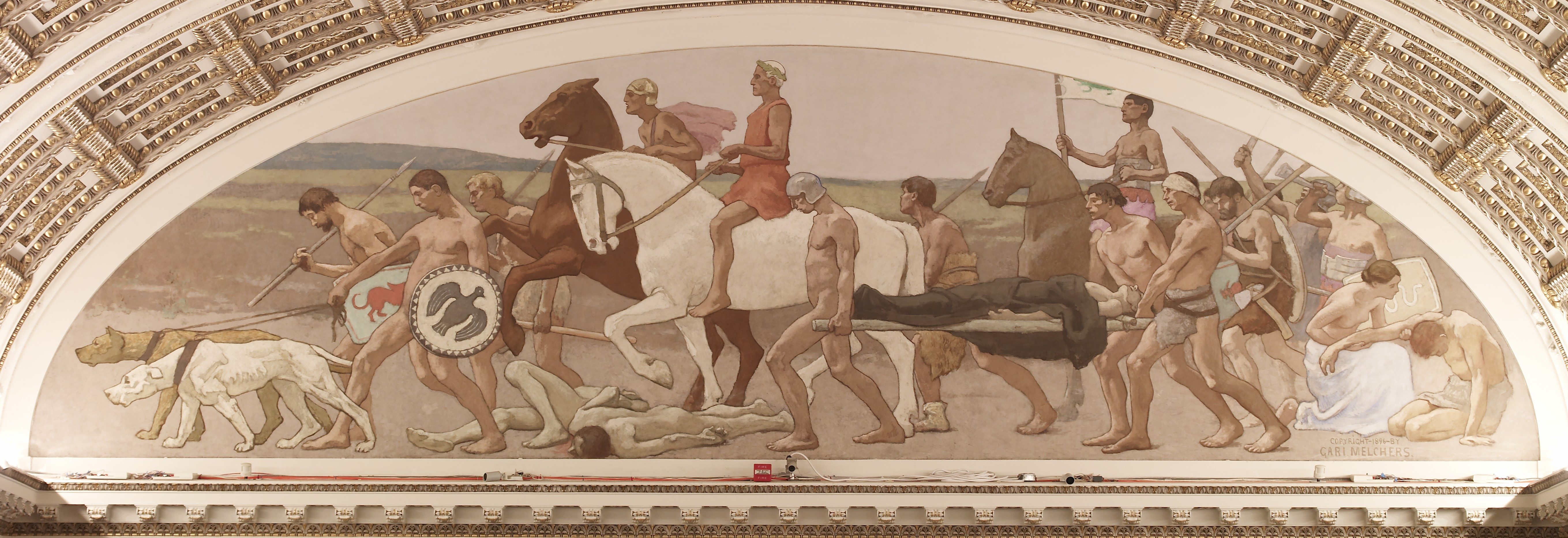
Gari Melchers, Mural de la guerra, 1896
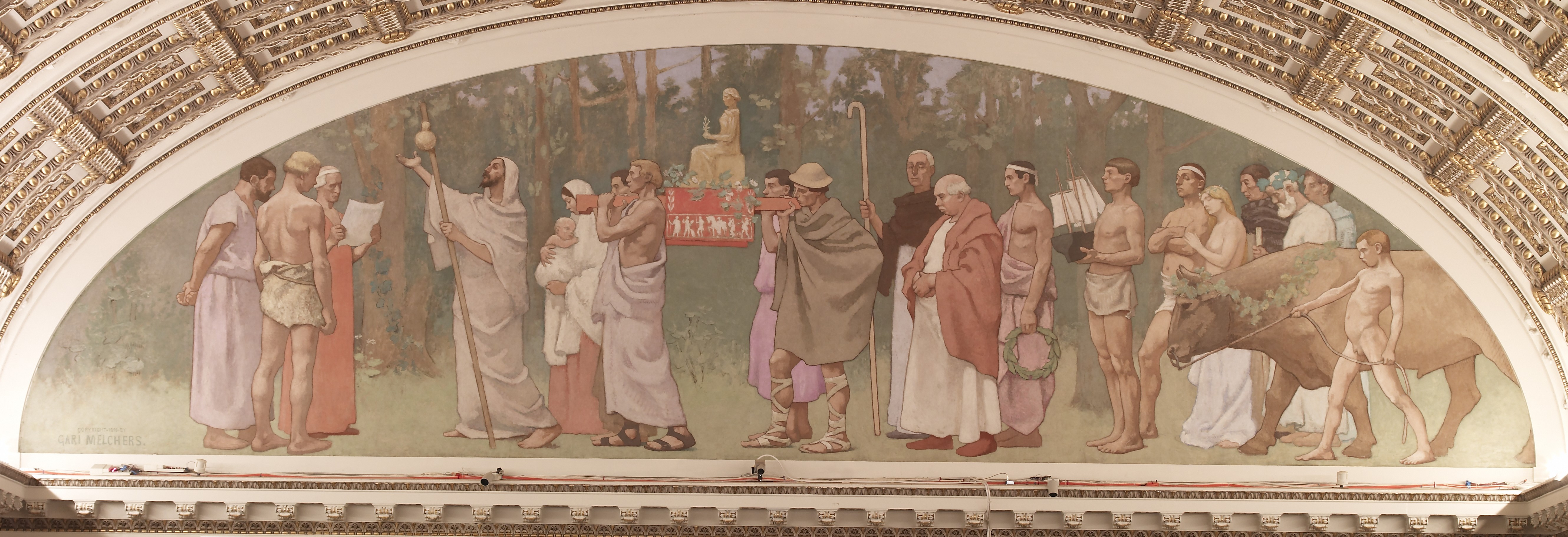
Gari Melchers, Mural de la paz, 1896

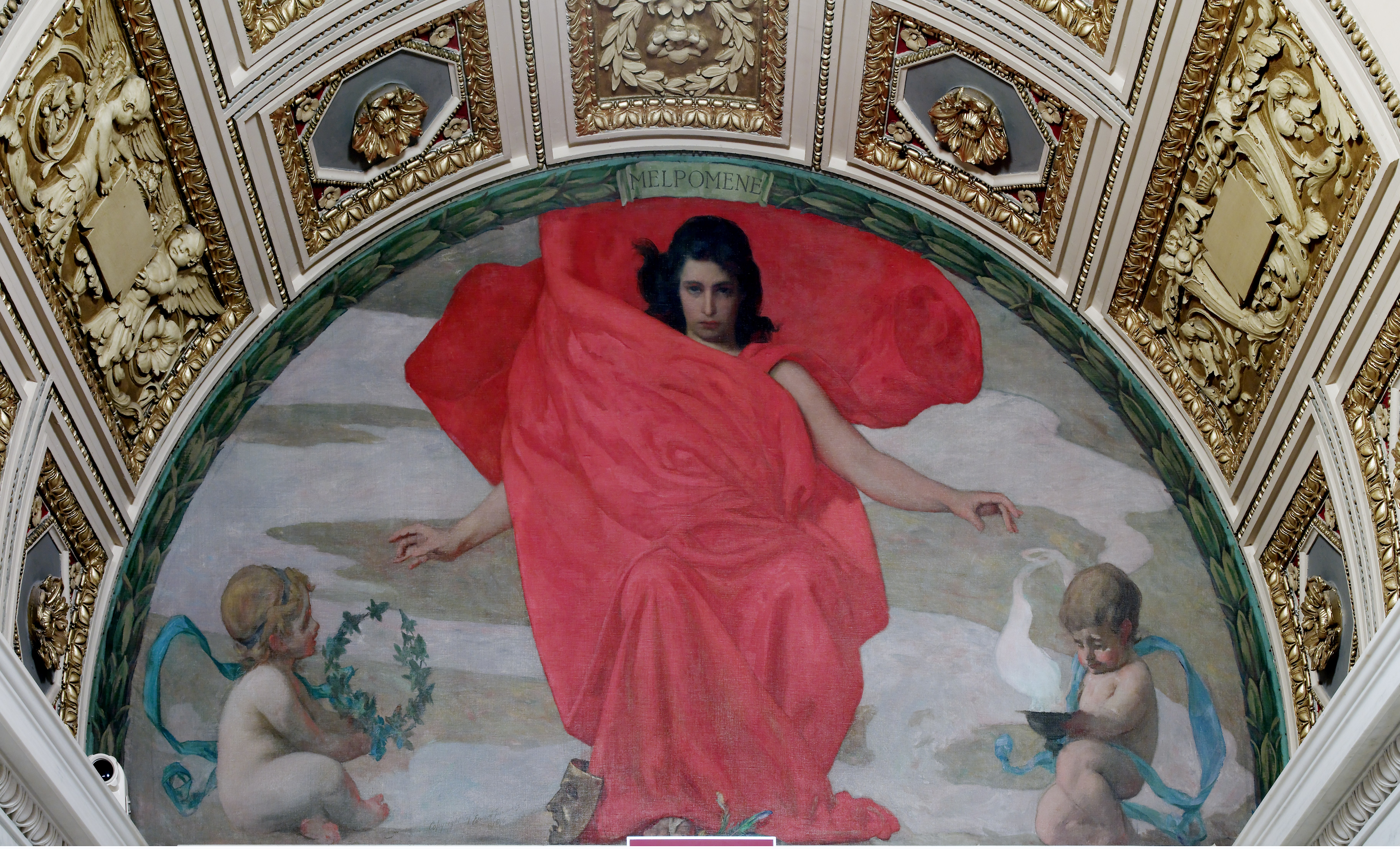
Edward Emerson Simmons, Melpomene, 1896
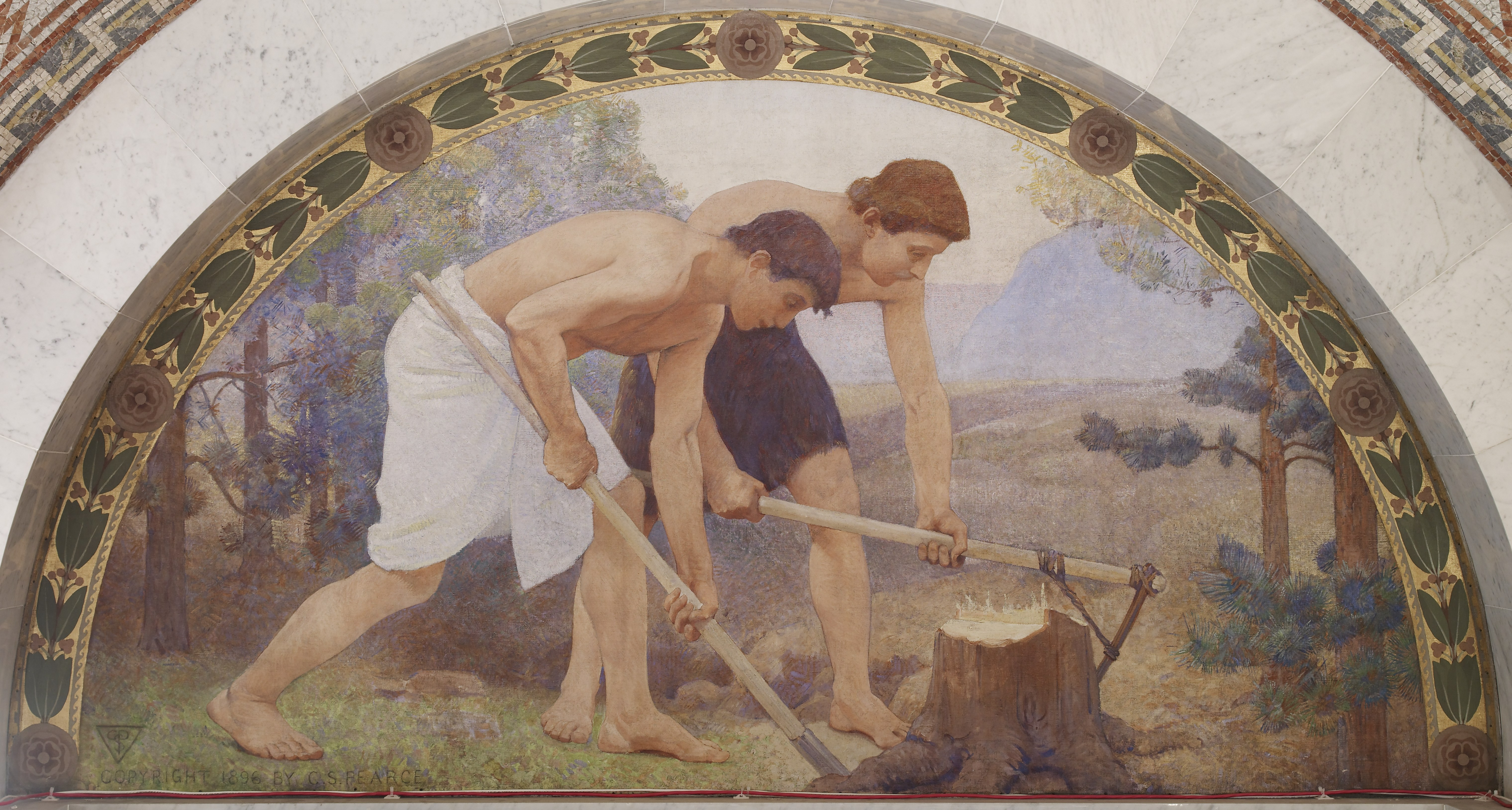
Charles Sprague Pearce, Trabajo, 1896
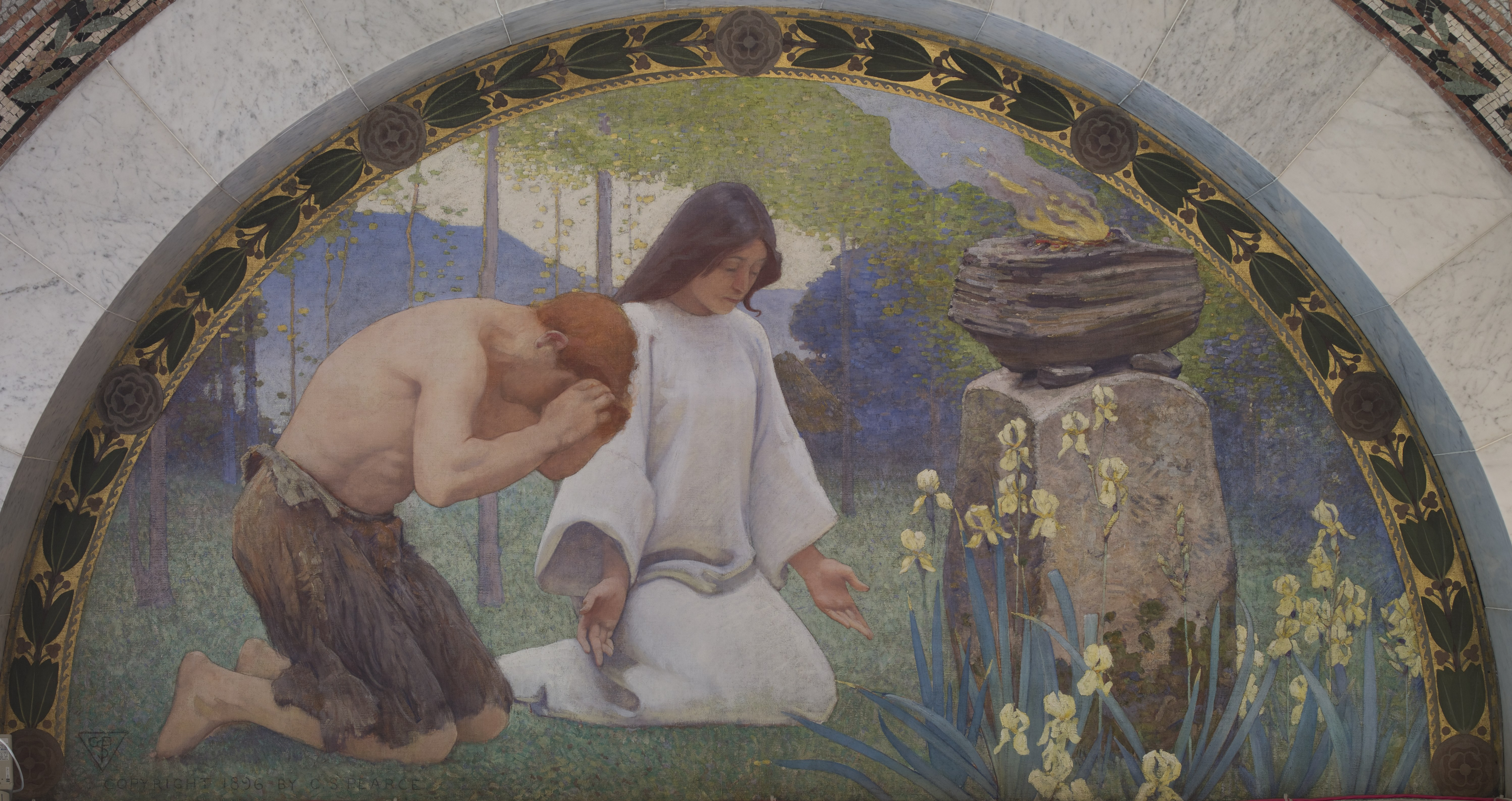
Charles Sprague Pearce, Religión, 1896

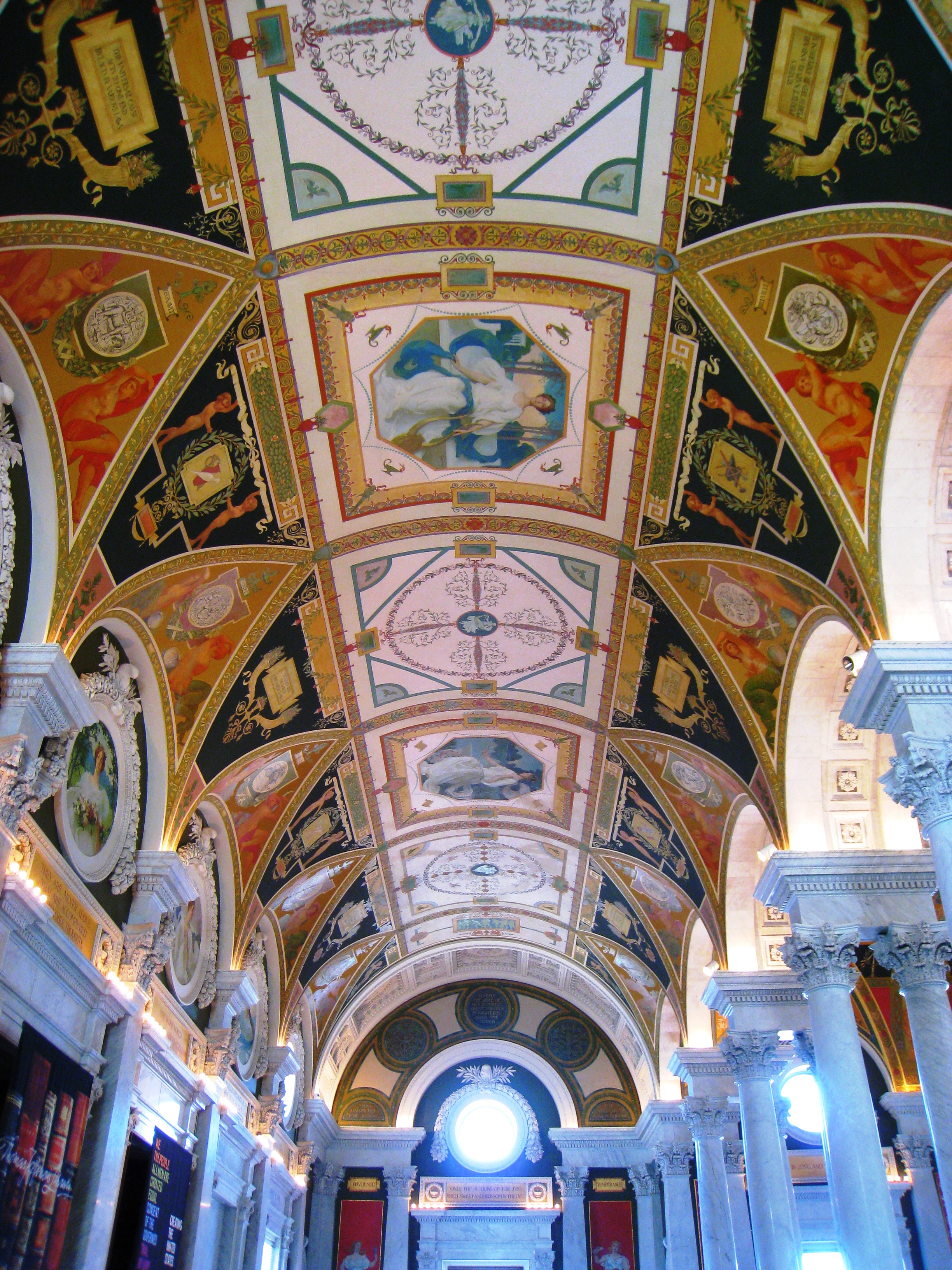
Pinturas murales en el pasillo
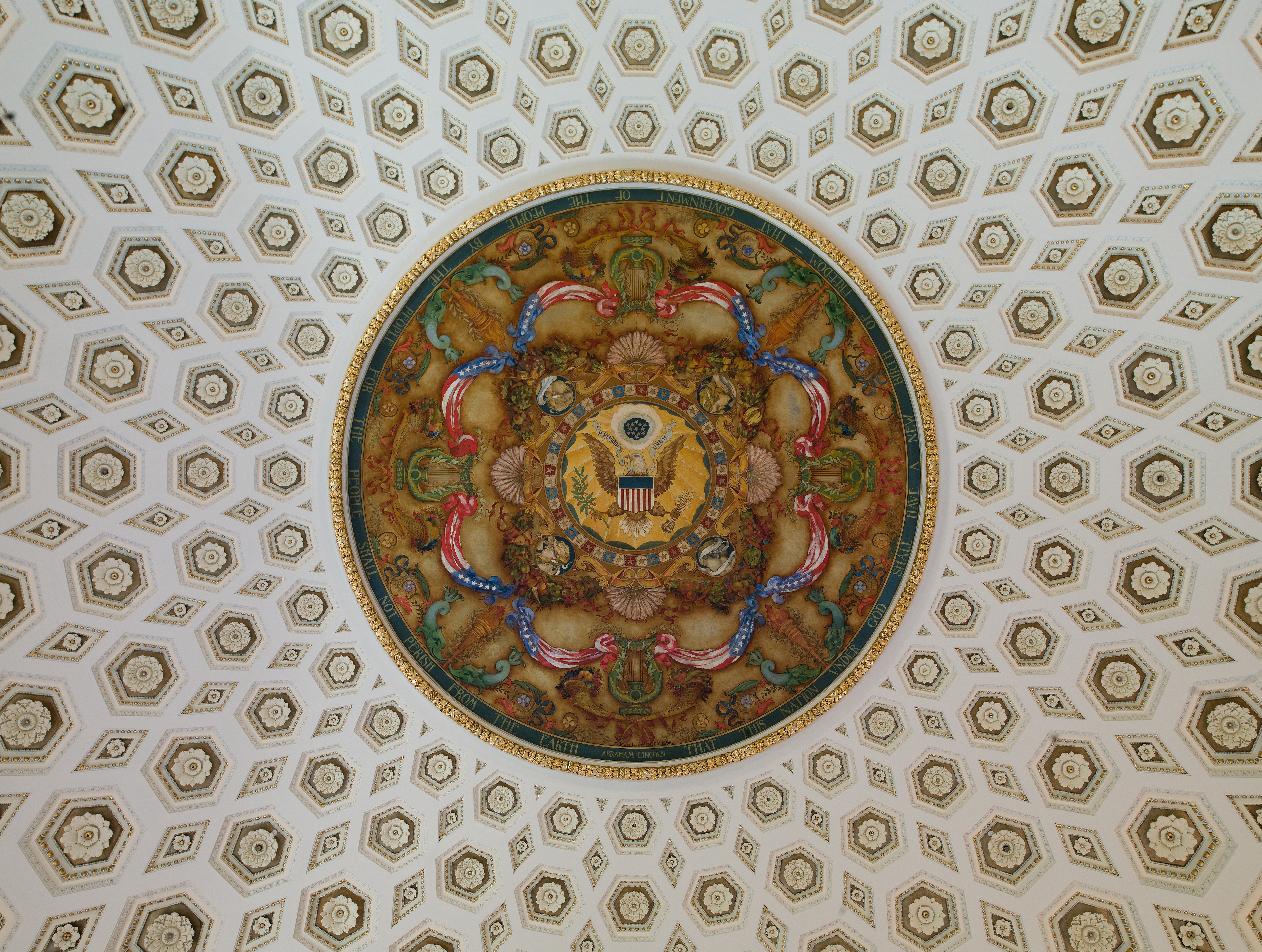
Pintura mural, Pabellón Noreste de Elmer E. Garnsey
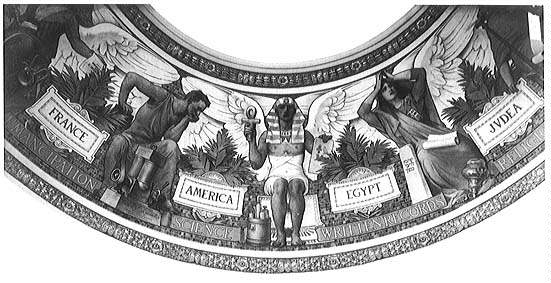
Una parte de la Evolución de la civilización de Edwin Blashfield, ubicada en la cúpula sobre la Sala de lectura principal, 1895
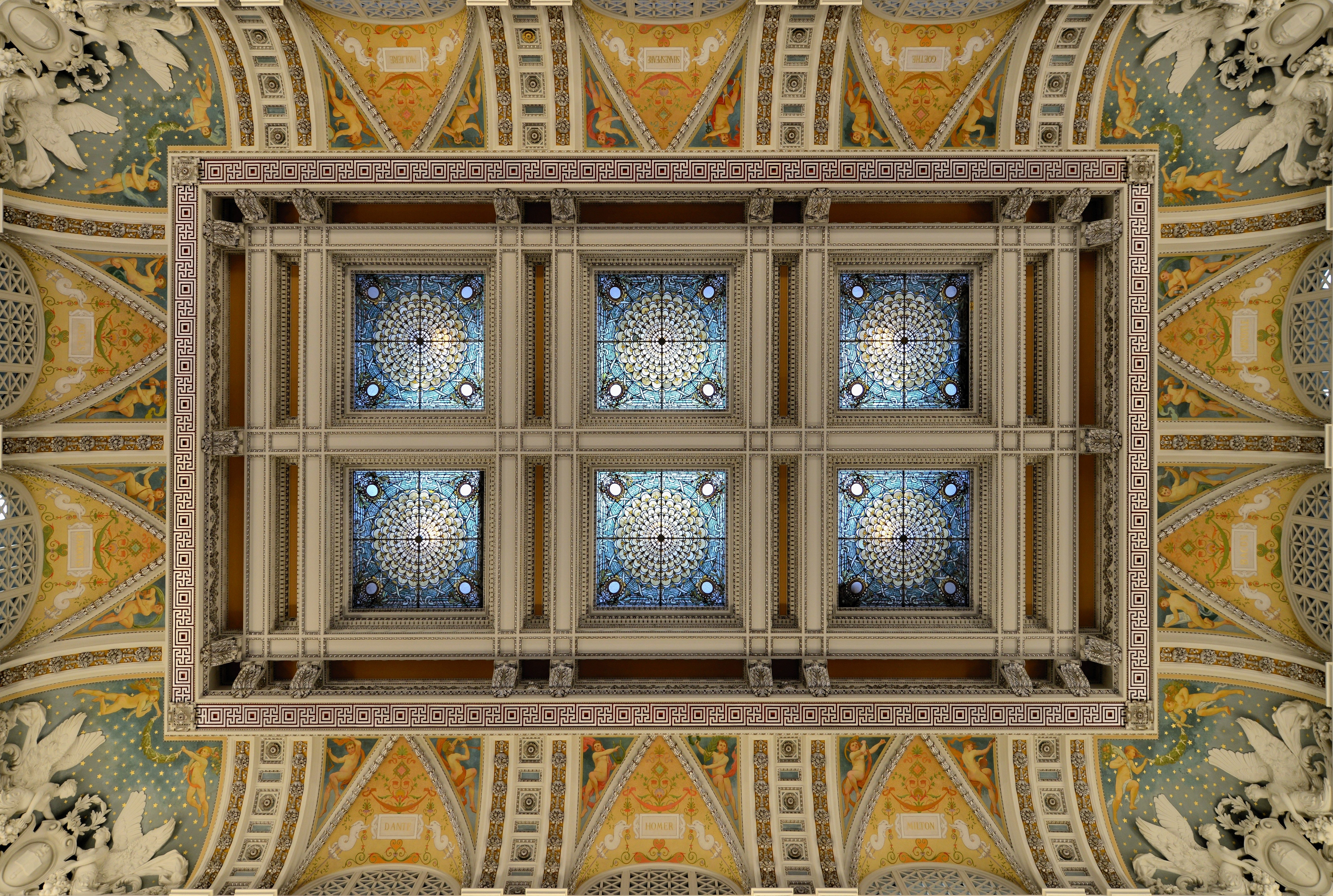
Techo del Gran Salón
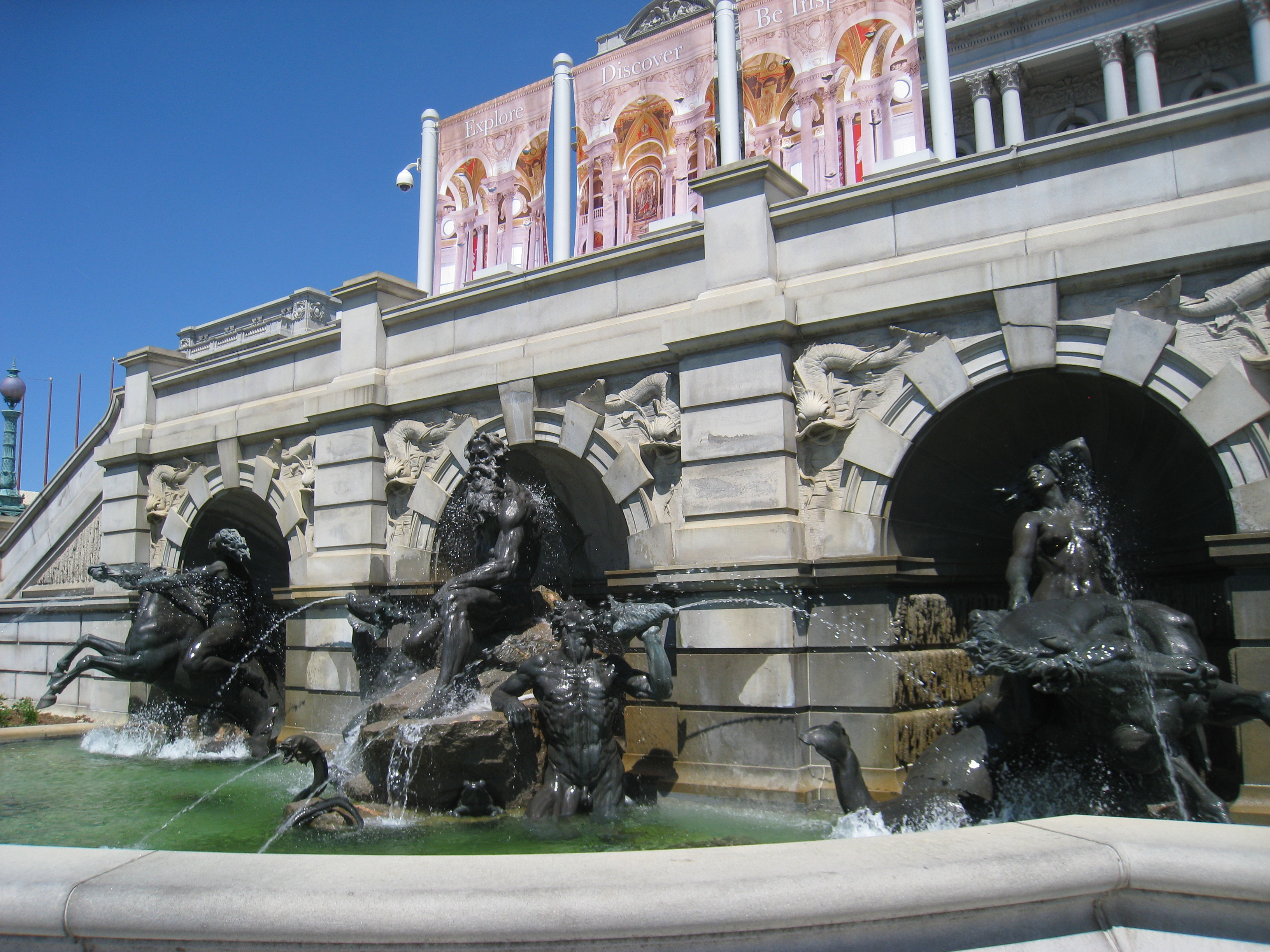
La fuente de la corte de Neptuno, 1897–98, por Roland Hinton Perry